# Oudheidkamer KMS
De Oudheidkamer KMS is halverwege de 20e eeuw ontstaan doordat gereedschappen, hulpmiddelen en machines werden verzameld die bij de N.V. Koninklijke Maatschappij ‘De Schelde’ (KMS) door innovaties in onbruik waren geraakt. Na ontmanteling van het Rijn- Schelde- Verolmeconcern (RSV-concern) besloot de directie de verzameling af te stoten en de collectie over te dragen aan de gemeente Vlissingen.

## Geschiedenis

### De basis van de verzameling
De basis van de Oudheidskamer KMS werd gelegd in de jaren 50 van de 20e eeuw door Jan Weug, destijds assistent-bedrijfsleider cascobouw en voormontage. Hij begon met het apart houden van buiten gebruik geraakte gereedschappen.
Na de Tweede Wereldoorlog werd de productie bij de KMS hervat met de toen nog beschikbare middelen. Begin jaren ’50 ontstonden er belangrijke wijzigingen in de gereedschappen door de toestroom van nieuwe hulpmiddelen vanuit de Verenigde Staten, waar vooral door de oorlogsindustrie revolutionaire vernieuwingen hadden plaatsgevonden. Buitengebruik geraakte en verouderde gereedschappen en hulpmiddelen, vooral uit de cascobouw en voormontage, werden selectief apart gehouden in een magazijn onder de scheepshellingen.

### Verval van 'De Schelde'
Halverwege de 20e eeuw maakte de Schelde door fusie deel uit van het RSV-concern, waarbij het actieve verzamelen stilviel. Bij de ontmanteling van het concern dreigde de collectie op de schroothoop terecht te komen. De Schelde werd weer zelfstandig, maar was jarenlang verwaarloosd en besloten werd om een inventarisering van het hele bedrijf te laten uitvoeren. Dat leverde tal van verouderde voorwerpen op, waarvan het nut van gebruik niet meer werd ingezien. Weug vond stafmedewerker Peter van Drimmelen aan zijn kant en het plan voor een oudheidkundige verzameling werd nieuw leven ingeblazen.
Hierdoor ontstond een unieke verzameling, die een beeld geeft van de veranderingen in de scheepsbouwindustrie. Voorbeelden van veranderde bewerkingsmethodes en bijbehorende gereedschappen uit de voorliggende periode zijn:
- het vervangen van de Dissel door de elektrische schaaf
- het vervangen van de trekzaag door de motorzaag
- het vervangen van de westontakels door rateltakels
- het vervangen van houten en ijzeren kelderwinden, eerst door mechanische vijzels en later door hydraulische vijzels.
- het vervangen van klinken door lassen, waardoor nageltangen, klinkhamers, dolleys, tegenhouders, hak- en kookgereedschap en meniebouten buiten gebruik raakten
- het vervangen van het hakken van lasnaden door gutsen van de tegenlas, wat op zijn beurt later weer werd vervangen door het toepassen van ‘backing-strips”
- het vervangen van gelijkstroomrichters om, ten slotte, uit te monden in lascentrales
- het gedeeltelijk vervangen van het handlassen door automatisch lassen met de eerste lasautomaten

Ook buiten de scheepsbouw hebben binnen het bedrijf ook andere grondige wijzigingen plaatsgevonden, zoals het uitslaan – mallenmaken – handafschrijving door optisch afschrijven en later door technisch tekenen.

### Innovatie in de scheepsbouw
De KMS heeft diversificatie en innovatie altijd al hoog in het vaandel gevoerd en dat was terug te vinden in methodes en hulpmiddelen. Zo werd bijvoorbeeld het stoommachine- en stoomturbinetijdperk afgesloten en deed de dieselmotor, uitgerust met allerlei soorten hydraulische mechanische koppelingen zijn intrede. De KMS had in 1910 rechtstreeks contact met Dr. Rudolf Diesel over de mogelijke toepassing van een dieselmotor aan boord van een onderzeeboot. Andere opvallende voorbeelden van productie door de KSM waren carrosseriebouw van bussen en de vliegtuigbouw.
In de jaren ’70 en ’80 hebben opnieuw belangrijke vernieuwingen in de techniek plaatsgevonden, welke grote gevolgen hadden voor de productiemethoden en –middelen. De elektronica leverde nieuwe besturingsmiddelen, waarmee mechanische werden vervangen:
- vervanging van hand- en elektrische telmachines door elektronische rekenapparaat
- vervangen van regulateurs door elektrische regelaars
- vervangen van mechanische schrijfmachines, eerst door elektrische en later door elektronische machines, uiteindelijk via tekstbewerkers naar personal computers
- vervangen van vloeistof-dupliceermachines door de hele ontwikkeling van kopieermachines.

Het besef ontstond dat het voor toekomstige ontwikkelingen van belang was om zicht te blijven houden op de ontwikkelingsgang uit het verleden, waardoor de verzameling voorwerpen, gereedschappen, apparaten en regalia groeide.
Door toevoeging van herinneringsvoorwerpen en PR-artikelen groeide de collectie uit tot een museaal beeld van scheepsbouwhistorie in Vlissingen.

## Huisvesting en beheer

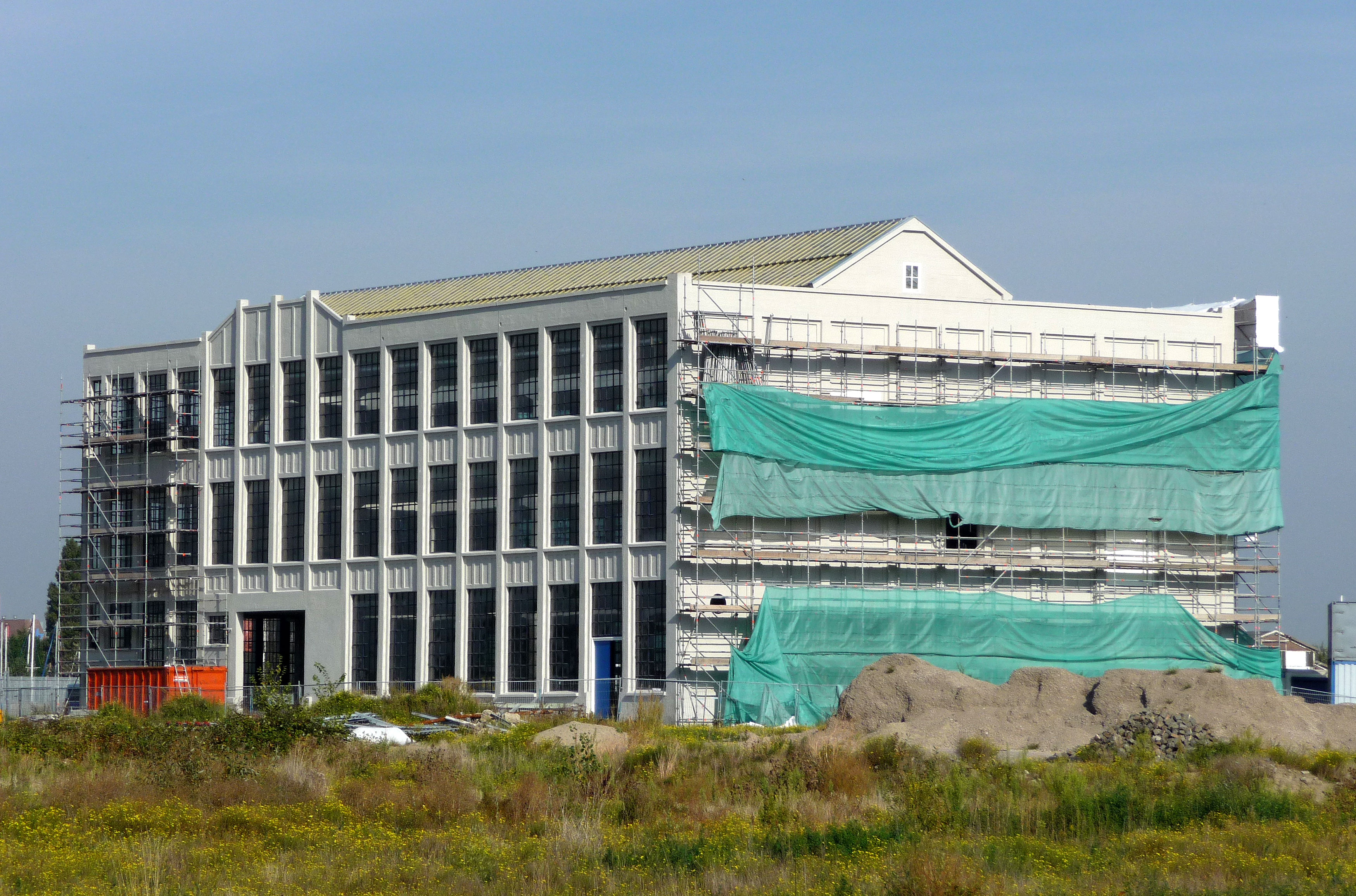
Timmerfabriek KMS

In de jaren 80, toen Weug directeur Scheepsnieuwbouw was, stelde hij een leegstaand kantoor bij de zuidhelling beschikbaar voor opslag en uitstalling van de verzamelde objecten. Medewerkers Jaap Schaap en Peter van Drimmelen coördineren het schoonmaken en conserveren dat door vrijwilligers werd uitgevoerd.
Er werden ook grote stukken toegevoegd aan de collectie: klinknageloventjes, een kanonsloop die als meerpaal was gebruikt, een handkar etc. Opslag daarvan vond in eerste instantie plaats in de voormalige gas- en zuurstofloods aan de Walstraat, maar door de groei van de collectie verhuisde deze naar de leegstaande kantine van de timmerfabriek van De Schelde.
Toen sloop van het gebouw dreigde, verhuisde de collectie naar de leegstaande voormalige melkfabriek Koena, dat net buiten het fabrieksterrein lag. Via een medische plaatsing werd Evert Plateeuw aangesteld als beheerder.

## Archief- en fotocollectie
Naast de verzameling gereedschappen werd ook een inventarisatie gemaakt van foto’s en negatieven. Op de afdeling Algemene Zaken kreeg archiefmedewerker Theo Burgers ruimte om uit alle hoeken en gaten van de bedrijfsgebouwen fotomateriaal te verzamelen, te ordenen en te beschrijven.
Naast fotomateriaal doken ook video’s en films op en die werden door Evert de Bruin gearchiveerd. Een belangrijke taak was het omzetten van bedrijfsfilms, waaronder de film ‘Mannen tussen staal’ uit 1954 op diverse dragers naar video.

## Einde beheer

### Maritiem Expo 1989
In 1989 organiseerde de Stichting Maritiem Exo een maritieme tentoonstelling in de Zeevaartschool aan de Boulevard Bankert en verzocht de KMS om aansluitend een tentoonstelling in te richten in het Arsenaal aan de Vissershaven. Gekozen werd voor het thema ‘De Mens en zijn Ambacht’. Na afloop van de tentoonstelling werd alles weer opgeslagen. Toen Jaap Schaap, de drijvende kracht achter de verzameling, met pensioen ging werd zijn werk overgenomen door Frans Kasander.

### Overdracht aan Gemeente Vlissingen
Binnen de beheerders leefde de ambitie dat de collectie de basis zou kunnen zijn van een maritiem museum in Vlissingen. De directie besefte echter dat het verzamelen en onderhouden van een historische collectie geen kerntaak was van een scheepswerf. Een werkgroep werd gevormd om met een plan van aanpak de collectie veilig te stellen. Dit resulteerde dat in 1992 in een intentieverklaring werd vastgelegd dat de historische collectie en archieven in bruikleen zou worden overgedragen aan de Gemeente Vlissingen.

### Museum
De historische collectie werd door het Stedelijk Museum Vlissingen geïnventariseerd. Die besloot dat een deel van de collectie niet past binnen het collectiebeleid. Alleen de voorwerpen die direct met scheepsbouw te maken hebben konden worden opgenomen en omdat er ook van dezelfde objecten meerdere waren bewaard, werd een kerncollectie geselecteerd en opgenomen in de collectie van het museum. Een klein deel werd in de vaste presentatie van het Zeeuws maritiem muZEEum getoond, de rest werd als studiecollectie opgeslagen. Voor de overige voorwerpen was binnen de gemeentelijke mogelijkheden geen opslag en beheer mogelijk, waardoor de collectie uit elkaar dreigde te vallen. Ze bleven tot nadere beslissingen achter in de Koena.

### Restanten
In 2000 werd de Schelde overgenomen door Damen Shipyards Group. Het eigendom van de collectie van de Oudheidkamer, het archief en de fotocollectie werd overgedragen aan de Stichting Behoud Scheldecollecties.
De werf is inmiddels grotendeels verhuisd naar Vlissingen-Oost en het terrein in de binnenstad is verkocht aan de gemeente Vlissingen. Die besloot om bijna alle voormalige fabrieksgebouwen te slopen als er geen nieuwe beheersbare bestemming voor gevonden wordt. Toen in 2006 werd besloten de Koena te slopen, zijn de daar nog aanwezige voorwerpen opgeslagen in de voormalige Machinefabriek. In 2009 zijn plannen gemaakt om ook dat gebouw te slopen, waardoor de dreiging van vernietiging serieus is geworden.

## Collectie[7]
In 1991 werd door de Werkgroep Overdracht Collectie Oudheidskamer KMS bij het Plan van Aanpak een inventarislijst gevoegd. Dat leverde de volgende collectie op:

### Halfmodellen, met jaartallen wanneer de schepen zijn gebouwd
- 1881 Zeeland
- 1882 ss Batavia & Soerabaja
- 1884 Chang & Eng
- 1890 Zr. Ms. ss Raad
- 1897 Edi & Serdang
- 1901 Kwartel & Fazant
- 1903 Sabangbaai
- 1906 Luctor et Emergo
- 1909 Sophie H.
- 1925 Kruiser Java

### Volmodellen
1 Springladingkistje Willem Ruys op helling

1 Ezelshoofd, 19e eeuw (uit dokhaven opgebaggerd) 

2 Wijnflessen, 18e eeuw, (idem)

1 Houten kelderwind

5 Grote houten proppen

5 Grote houten schorenmallen

1 Tewaterlatingsdraadhaspel

3 Houten slagbeddingen

1 Houten juk

1 Houten winkelhaak

1 Grote lepelboor

1 Hellingsoventje

10 Vijzels

1 Tewaterlating opstelling

1 Hellingwinch

1 Luchtkar

1 Luchthamer in kist

1 Klinknageloventje

7 Lastangen

50 Klinkbeitels en snappers

14 Klinknagels

20 Tapse pennen, zoekers en boren

11 Tangen

5 Tangen

1 Buigtafel voor kleine pijpdiameters

1 Bouten en moeren snijmachine

### Gieterij
15 Gieterij-lancetten

15 Grote houten gietmallen

10 Kleine houten gietmallen

2 Gietlepels

### Transport
1 Handkar

1 4-Wielige kar Timmerfabriek

1 Rek met spanners en kettingen

2 Kruiwagens

10 Blokken

25 Sluitingen

2 Kettingtakels

### Opslag
1 Bascule 1000kg (1950 NV v/h Gebr. Polak Gereedschappen en Werktuigen, Rotterdam-Vlissingen)

1 Stalen bascule anno 1890

1 Bascule 100 kg

1 Bascule 250 kg

5 Weegschalen

12 Gewichten voor bascules

### Onderhoud
20 Manometers

1 Drijfriemnietmachine met nieten

1 1-Cilinder pomp

10 Vet- en oliespuiten

15 Vet- en oliekannen

### Energievoorziening
1 2-Wielige gasflessenhouder

1 Hoofdspanningsschakelaar

2 Elektrische kasten

10 Armaturen

### Kantoor
2 Tekentafels

2 Tekenkrukken

1 Autophot platenbalg camera

1 Houten deurornament oude stadhuis

1 Steenornament oude stadhuis

### Financieel
1 Brandkast uit oude stadhuis

1 Idem, uit 1880 van A. Koppejan, smid van Vlissingen

1 Kantoorkluis (J. Lis Bz. Dordrecht)

1 Geldkist met verborgen slot

### Diverse
1 Mammoet tand (opgevist)

2 Blokken (idem)

2 Blokschijven (idem)

### Nieuwe cijfers
In 1994 wordt door het Stedelijk Museum Vlissingen een her-inventarisatie uitgevoerd, waaruit bleek dat tal van objecten zijn toegevoegd, o.a. uit laboratoria, de Verbandkamer, interieur- en gevelfragmenten, de bedrijfsbrandweer, stakinsacties, PR-activiteiten en proefstukken van leerlingen, waardoor het totaal aantal voorwerpen op ruim 4000 uitkwam.

## Nieuwe kansen

### Stichting Scheepsbouwgeschiedenis Vlissingen
In 2009 werd de Stichting Scheepsbouwgeschiedenis Vlissingen opgericht en kreeg de beschikking over de voormalige verbandkamer. Doel is een bezoekerscentrum in te richten, waarbij de scheepsbouwgeschiedenis aan de hand van voorwerpen uit de Oudheidkamer KMS en fotoarchief wordt getoond. De stichting ontfermde zich over het in de Machinefabriek opgeslagen materialen.
In 2010 krijgt het Gemeentearchief Vlissingen het oud-archief en de fotocollectie in bruikleen.

### Wiki Loves Bieb
In 2010 kreeg de Bibliotheek Vlissingen opdracht van de Vereniging van Openbare Bibliotheken opdracht te onderzoeken of de bibliotheek een rol kan spelen bij de verbetering en verbreding van kennisdeling in Wikipedia. Samen met de Stichting Scheepsbouwgeschiedenis Vlissingen worden uit oud-medewerkers van de KMS vrijwilligers geronseld om de collectie te beschrijven. Het Zeeuws maritiem muZEEum stelt daarvoor het fotomateriaal dat tijdens de inventarisatie in 1994 is gemaakt beschikbaar. Doel is om de collectie te beschrijven en publiceren in Wikipedia.

## Trivialiteiten
De Schelde ontving een gouden medaille voor de presentatie van scheepsmodellen uit de Oudheidskamer op de Wereldtentoonstelling van 1894 in Antwerpen.